# اليخاندرو مارك
اليخاندرو مارك (بالإسبانية: Alejandro Marque)‏ (و. 1981  م) هو راكب دراجة هوائية إسباني، ولد في بونتيفيدرا.

## سباقات أو مراحل فاز بها
| التاريخ        | السباق                       | المركز                                          |
| -------------- | ---------------------------- | ----------------------------------------------- |
| 22 فبراير 2009 | فولتا الغارف 2009            | التاسع في التصنيف العام                         |
| 13 يونيو 2010  | فولتا الينتيخو 2010          |                                                 |
| 01 يناير 2013  | طواف البرتغال 2013           | الفائز في التصنيف العام                         |
| 17 فبراير 2013 | طواف الغارف 2013             | الثاني في تصنيف الجبال                          |
| 24 مارس 2013   | فولتا الينتيخو 2013          |                                                 |
| 19 أبريل 2015  | طواف كاستيلون 2015           | التاسع في التصنيف العام                         |
| 09 أغسطس 2015  | فولتا البرتغال 2015          |                                                 |
| 19 فبراير 2017 | فولتا الغارف 2017            | المرتبة 13 في التصنيف العام                     |
| 01 مايو 2017   | فولتا أستورياس 2017          | الرابع في التصنيف العام، الرابع في تصنيف النقاط |
| 15 أغسطس 2017  | فولتا البرتغال 2017          | الخامس في التصنيف العام، التاسع في تصنيف النقاط |
| 21 يناير 2018  | لا تروبيكال أميسا بونغو 2018 | السابع في تصنيف الجبال                          |
| 23 سبتمبر 2018 | طواف الصين ii 2018           | الفائز في التصنيف العام                         |

## روابط خارجية
- اليخاندرو مارك على موقع الاتحاد الدولي للدراجات (الإنجليزية)
- اليخاندرو مارك على موقع أرشيف الدراجات (الإنجليزية)
- اليخاندرو مارك على موقع إحصائيات الدراجات الإحترافية (الإنجليزية)
- اليخاندرو مارك على موقع نسبة الدراجات (الإنجليزية)